# Lago Tunnsjøen
El lago Tunnsjøen (en noruego: Tunnsjøen; en sami meridional: Dåtnejaevrie) es un destacado lago de agua dulce de Noruega, con 100,18 km², el séptimo más extenso del país.
El lago está situado a 358 m s. n. m., tiene una profundidad máxima de 220 metros  y su volumen se calcula en 8,68 km³. Administrativamente, el lago se encuentra en la provincia de Trøndelag y limita con los municipios de Røyrvik y Lierne.
El lago se encuentra muy próximo a la frontera con Suecia, en un área donde hay bastantes lagos de un tamaño similar: en Noruega, al norte, el lago Limingen (93,50 km²) y el Namsvatnet (39,38 km²); en Suecia, los lagos Stor-balsjön, Storjön y Kvambergsvattnet.
El lago está conectado con el lago Limingen, del que toma agua a través de un túnel a través de la central eléctrica de Tunnsjø, así como hacia la central eléctrica de Linvasselv, ya en territorio sueco. El nivel del agua varía aproximadamente hasta 10 metros.

## Isla de Gudfjelløya
La isla de Gudfjelløya (en sami meridional: Tjåehkere) se encuentra en la parte central del lago Tunnsjøen. Su mayor elevación es de 812 m sobre el nivel del mar, estando por ello 454 m por encima del lago, lo que la hace de Gudfjelløya la isla más elevada en un lago del país.